# Minnesota North Stars
A Minnesota North Stars egy volt jégkorongcsapat az amerikai profi jégkorong liga, ismertebb nevén NHL-ben 1967 és 1993 között. 1993-ban a csapat átköltözött a texasi Dallasba, ahol most Dallas Stars néven szerepel.

## A klub története
A csapat az 1967–1968-as NHL-szezonban az NHL robbanásszerűen kiterjedt azáltal, hogy csak az Original Six érának nevezett időszak véget ért és sok új csapat kezdett el játszani a ligában. Minnesota közismerten a hoki melegágya volt és ideális hely egy csapat létrehozására. A csapat a Met Centerben játszott Bloomingtonban. A jól felkészült menedzsmentnek köszönhetően a korai időszakban nagyszerűen játszottak és ez olyan játékosoknak is köszönhető, mint a kapus duó Gump Worsley és Cesare Maniago, a hátvéd Ted Harris, aki a csapatkapitány is volt egyben. A pontrekorder szélső Bill Goldsworthy és a többiek Barry Gibbs, Jude Drouin, Jean-Paul Parise, Danny Grant és Dennis Hextall.
Az első szezon elején súlyos tragédia történt a csapattal. 1968. január 13-án Bill Masterton halálos ütést kapott az Oakland Seals elleni meccsen. Ron Harris az ellenfél támadója ütközött vele minek következtében Masterton hátra esett és beverte a fejét a jégbe (abban az időben még nem volt kötelező a sisak használata és Masterton sem viselte akkor). Többet nem nyerte vissza az eszméletét és két nappal a baleset után 1968. január 15-én meghalt (29 éves volt). Azóta ez az egyetlen haláleset az NHL történetében mely a jégen történt sérülés miatt következett be. A North Stars visszavonultatta a mezét és az újságírók megalapították a Bill Masterton-emlékkupát, melyet ők ítélik oda annak a játékosnak, aki a sportszerűségével és kitartásával példaképet mutat.
A 70-es évek közepén Worsley és Harris is visszavonult és a csapat egyre rosszabb eredmények mutatott és a szezonok végén rendre kimaradtak a rájátszásból. 1978-ban Gordon Gund és George Gund megvette a csapatot akik a Cleveland Barons tulajdonosai voltak. Összerakták a két csapatot. Néhány tehetséges játékos, mint a kapus Gilles Meloche és a támadók Al MacAdam és Mike Fidler kerültek a csapatba. Később ledraftolták Bobby Smith-t, aki a szezon végén megnyerte a Calder-emlékkupát. Még olyan nagy játékosok csatlakoztak a csapathoz, mint az olimpiai bajnok Neal Broten és a "mesterlövész", Dino Ciccarelli. Ezek után a Minnesota az 1979–1980-as NHL-szezontól kezdve egymás után öt győztes szezont zárt és az 1980–1981-es NHL-szezonban elérték a Stanley-kupa döntőt. Ott viszont vereséget szenvedtek a New York Islanders-től
Attól kezdve már nem érte ekkora sikerek a Minnesotát. A 84-es szezon után már csak egy jó szezonja volt a csapatnak mielőtt Dallasba költözött át. A 80-as évek végén ledraftolták a csapat legnagyobb játékosát Mike Modanót. A katasztrofális meccsenkénti nézőszám miatt a tulajdonosok úgy döntöttek, hogy átköltöztetik a csapatot a San Francisco-öbölbe a liga akaratának ellenére.
Kompromisszumot kötöttek az 1990–1991-es NHL-szezonra, ami által a Gund testvérek létrehozhatták az öbölben a csapatukat ami a San Jose Sharks lett. A játékosokra az 1991-es szétszórós és bővítős NHL drafton tettek szert a Minnesotával együtt. Egy csoport (Howard Baldwin és Morris Belzberg vezetésével), mely korábban az NHL engedélyét kérte, hogy az öbölben csapatot alapíthasson, megvette a North Stars-t az üzlet részeként. A vételár kb. 38,1 millió dollár volt. Norman Green az utolsó pillanatban szállt be az üzletbe, majd a csapat 51%-át megvette így Baldwinné és Belzbergé marad a 49%. Green beleegyezett, hogy megveszi Baldwin 24,5°%-át, minek következtében Green átengedi neki a csapat több, mint 75%-a felett az irányítást. Belzberg részvényeit 1990 októberében megvette Green.
Az 1990–1991-es NHL-szezonban a csapat rossz alapszakaszt zárt. Ennek ellenére mégis eljutott a Stanley-kupa döntőbe. Kiverték a Chicago Blackhawks-ot és a St. Louis Blues-t (pedig abban a szezonban a két legjobb csapat volt) hat meccs alatt és kiverték a címvédő Edmonton Oilers-t öt meccs alatt. A döntőben keményen harcoltak a Pittsburgh Penguins ellen, aminek a vezére Mario Lemieux volt. Az első három meccsből kettőt megnyertek, mielőtt a hatodik meccsen a pingvinek 8–0-ra lemosták őket a jégről. (1905 óta ez volt a legnagyobb vereség a Stanley-kupa döntőben. Akkor az Ottawa Senators verte el a Dawson City Nuggets 23–2-re)
Úgy tűntik ez a vereség volt a kegyelem döfés a csapatnak. Green szeszélyes természete és az anyagi gondok nem tetszettek a közönségnek és megint kongani kezdtek a lelátók. Végül anyagi és egyéb okok miatt 1993-ban átköltöztette a csapatot Dallas-ba.

## A Minnesota North Stars edzői 1967–1993
- Wren Blair 1967–1968
- Wren Blair & John Muckler 1968–1969
- Wren Blair & Charlie Burn 1969–1970
- Jack Gordon 1970–1973
- Jack Gordon & Parker MacDonald 1973–1974
- Jack Gordon & Charlie Burns 1974–1975
- Ted Harris 1975–1977
- Ted Harris & Andre Beaulieu & Lou Nanne 1977–1978
- Harry Howell & Glen Sonmor 1978–1979
- Glen Sonmor 1979–1982
- Glen Sonmor & Murray Oliver 1982–1983
- Bill Mahoney 1983–1985
- Lorne Henning 1985–1986
- Lorne Henning & Glen Sonmor 1986–1987
- Herb Brooks 1987–1988
- Pierre Pagé 1988–1990
- Bob Gainey 1990–1993

## Híres játékosok

### Jégkorong Hírességek Csarnokánaktagjai
- Leo Boivin, V, 1969–1970, beválasztva 1986
- Mike Gartner, JSz, 1989–1990, beválasztva 2001
- Larry Murphy, V, 1989–1990, beválasztva 2004
- Gump Worsley, K, 1969–1974, beválasztva 1980

### Csapatkapitányok
Megjegyzés: ez a lista nem tartalmazza a Dallas Stars, a California Golden Seals és a Cleveland Barons csapatainak kapitányait
- Bob Woytowich 1967–1968
- Elmer Vasko 1968–1969
- Claude Larose 1969–1970
- Ted Harris 1970–1974
- Bill Goldsworthy 1974–1976
- Bill Hogaboam 1976–1977
- Nick Beverley 1977–1978
- J.P. Parise 1978–1979
- Paul Shmyr 1979–1981
- Tim Young 1981–1982
- Craig Hartsburg 1982–1989
- Brian Bellows 1984 (ideiglenes)
- Curt Giles 1989–1991
- Mark Tinordi 1991–1993

### Visszavonultatott mezek (Minnesotában)
- 8 Bill Goldsworthy, JSz, 1967–1977
- 19 Bill Masterton, C, 1967–1968

Miután átköltöztek Dallasba, visszavonultatták a 7-es mezszámot Neal Broten tiszteletére, aki minnesotai születésű volt, a Minnesotai Egyetemen diplomázott és az 1980-as téli olimpia hőse volt.

### Első körös draftok
- 1967: Wayne Cheeseman (4. helyen)
- 1968: Jim Benzelock (5. helyen)
- 1969: Dick Redmond (5. helyen)
- 1970: nem draftolt
- 1971: nem draftolt
- 1972: Jerry Byers (12. helyen)
- 1973: nem draftolt
- 1974: Doug Hicks (6. helyen)
- 1975: Bryan Maxwell (4. helyen)
- 1976: Glen Sharpley (3. helyen)
- 1977: Brad Maxwell (7. helyen)
- 1978: Bobby Smith (1. helyen)
- 1979: Craig Hartsburg (6. helyen) és Tom McCarthy (10. helyen)
- 1980: Brad Palmer (16. helyen)
- 1981: Ron Meighan (13. helyen)
- 1982: Brian Bellows (2. helyen)
- 1983: Brian Lawton (1. helyen)
- 1984: David Quinn (13. helyen)
- 1985: nem draftolt
- 1986: Warren Babe (12. helyen)
- 1987: Dave Archibald (6. helyen)
- 1988: Mike Modano (1. helyen)
- 1989: Doug Zmolek (7. helyen)
- 1990: Derian Hatcher (8. helyen)
- 1991: Richard Matvichuk (8. helyen)
- 1992: nem draftolt

## Külső hivatkozások
- Emlékoldal
- Sportenciklopédia
- Videók